# رودولف شادو
رودولف شادو (انگلیسی: Rudolph Schadow; ۹ ژوئیهٔ ۱۷۸۶ – ۳۱ ژانویهٔ ۱۸۲۲) یک مجسمه‌ساز اهل آلمان بود.
وی پسر یوهان گوتفرید شادو مجسمه‌ساز آلمانی بود که در سال ۱۸۱۰ به شهر رم رفت در آنجا در کنار آنتونیو کانووا و برتل توروالدسن مجسه‌سازی را آموخت، پس از شروع کار به صورت مستقل مورد تحسین بازدیدکنندگان و استادانش قرار گرفت.

## نگارخانه

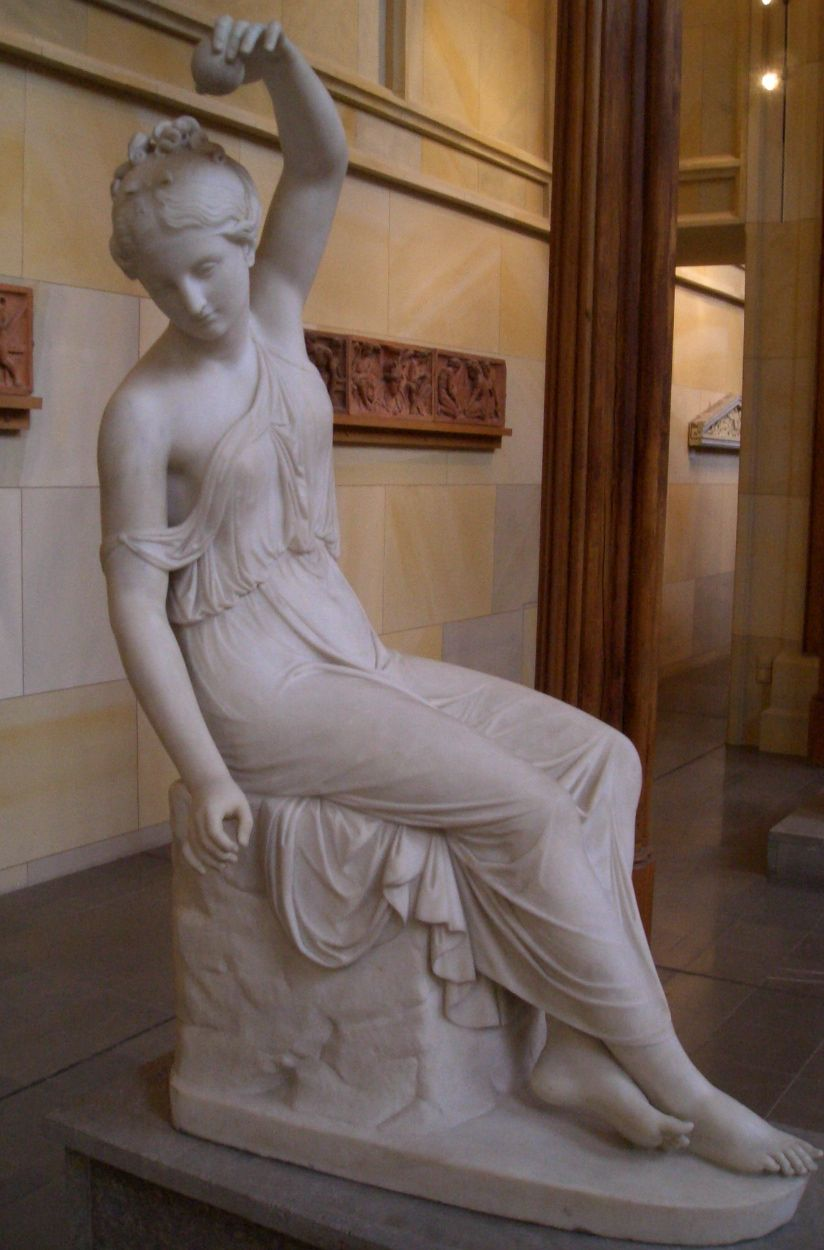
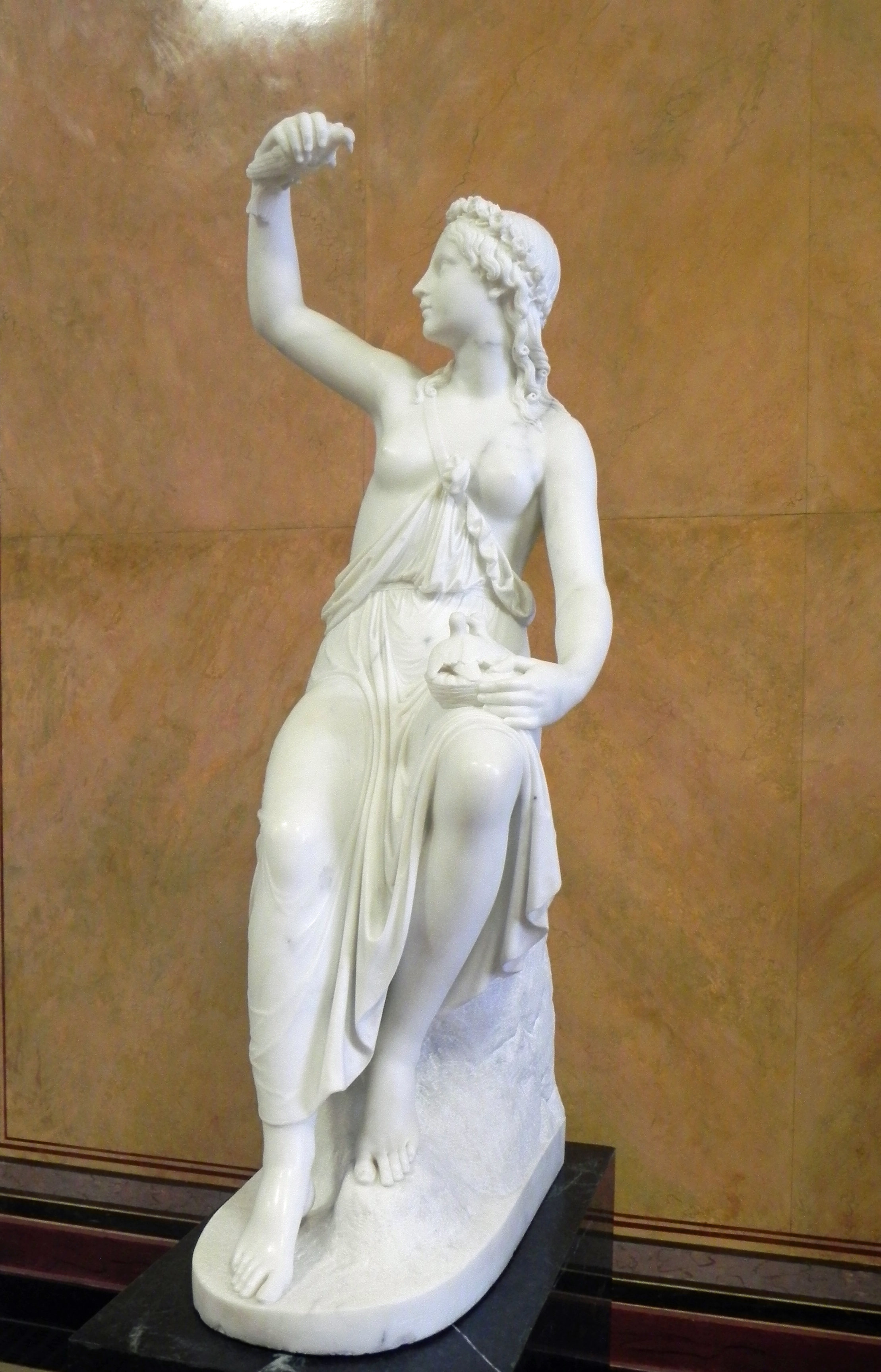
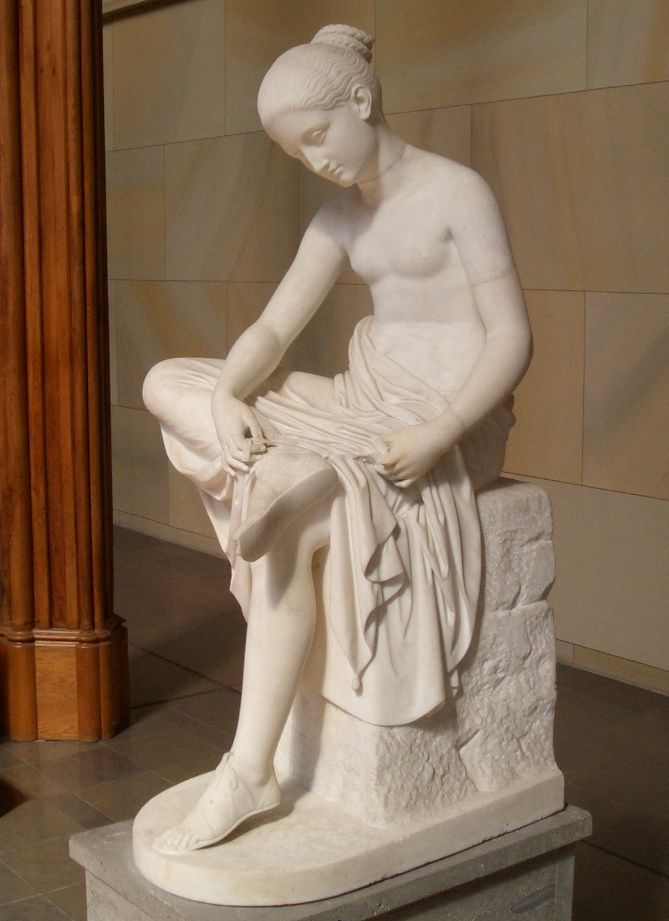
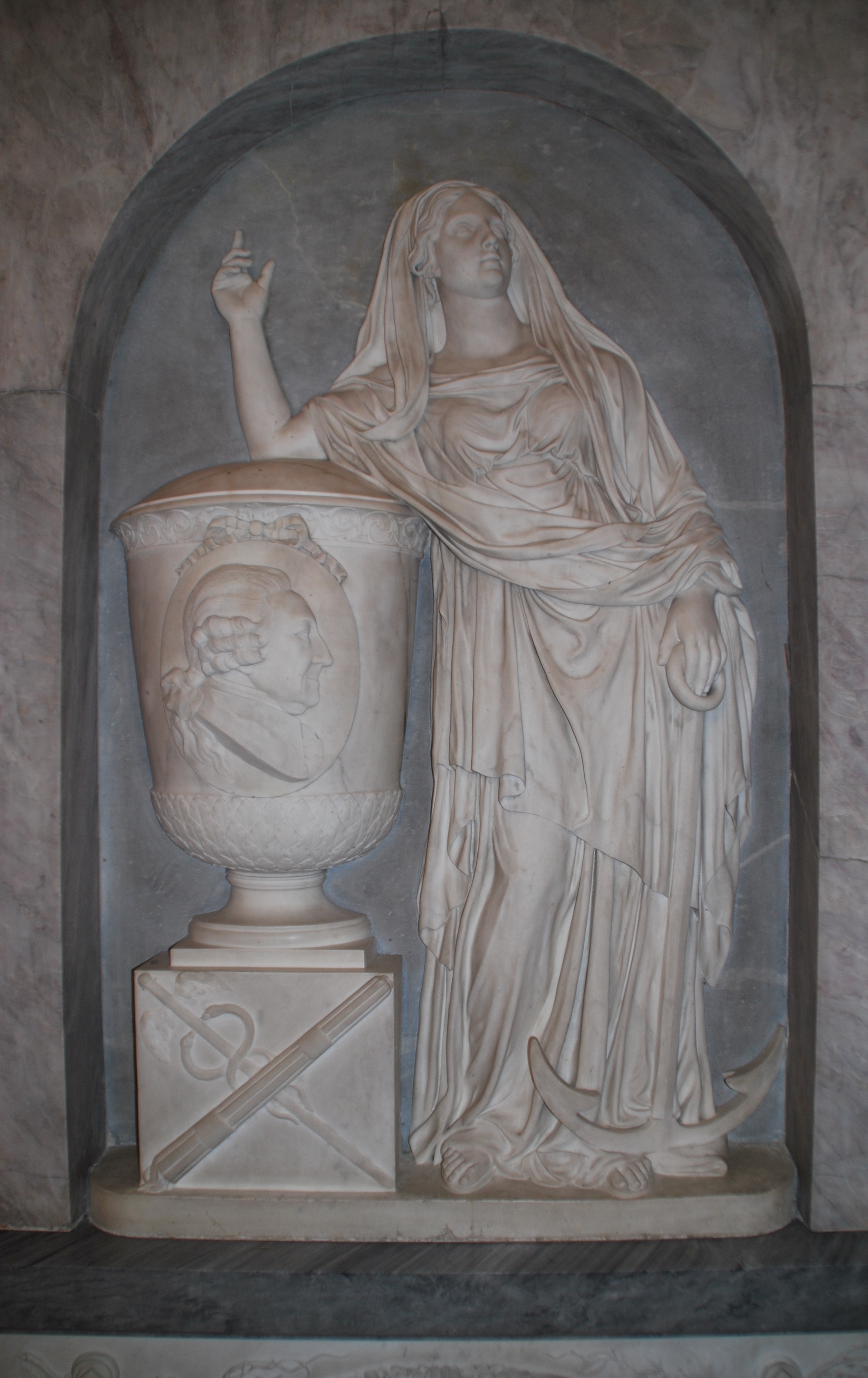
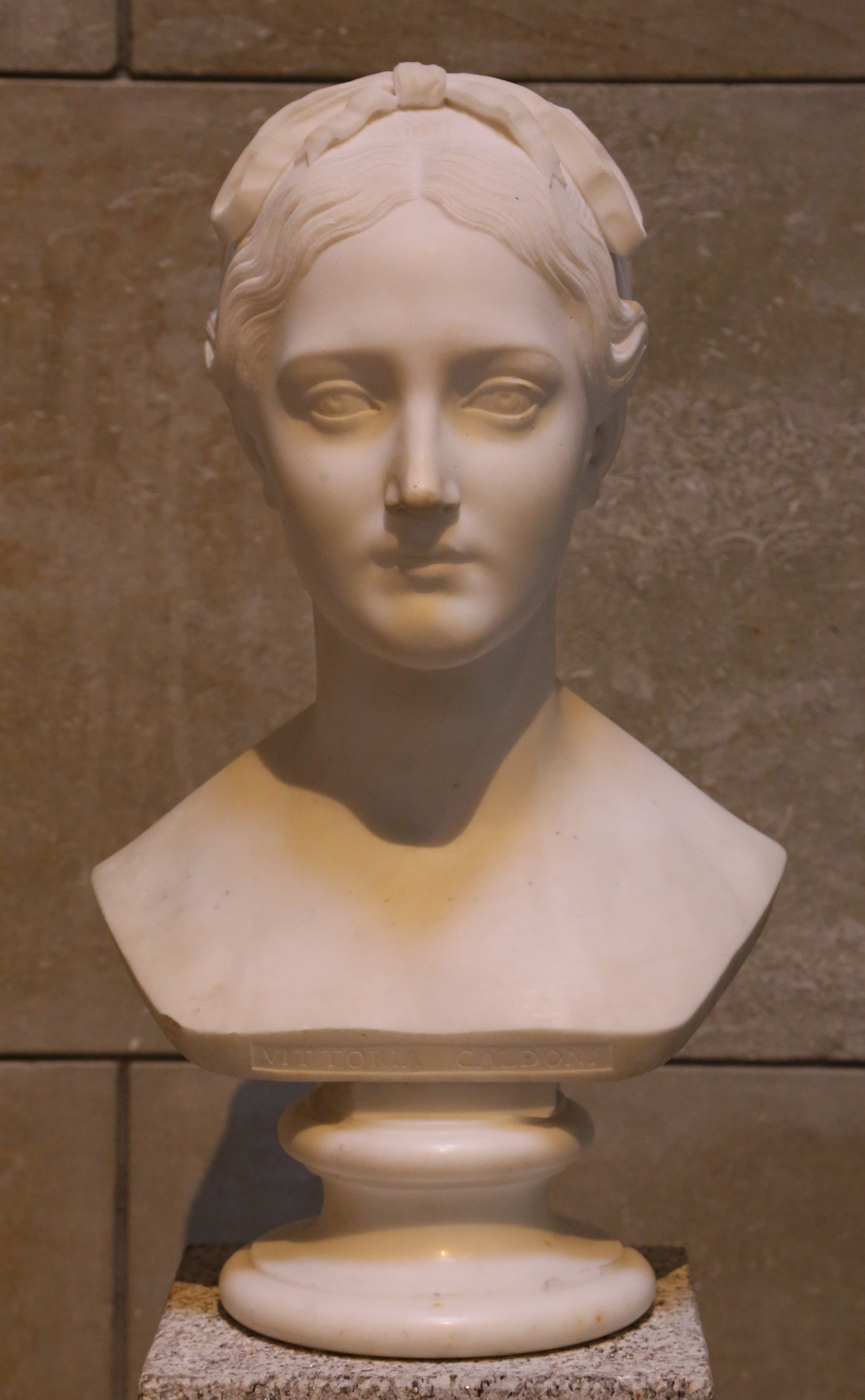